# Hemiteles coxalis
Hemiteles coxalis là một loài tò vò trong họ Ichneumonidae.